# کانوم چین
کانوم چین (تایلندی: ขนมจีน) یا کانوم جین (تایلندی: ขนมจีน, تلفظ kʰā.nǒm t͡ɕī:n) خوراک نودل برنج تازه و نازکی در آشپزی تایلندی است که از برنج تهیه می‌شود که گاهی اوقات به مدت سه روز تخمیر می‌شود، جوشانده می‌شود و سپس با عبور دادن خمیر حاصل از یک الک در آب جوش به رشته تبدیل می‌شوند. کانوم چین در انواع مختلفی از انواع آبگوشت سرو می‌شود: شیر نارگیل، کاری ماهی و فلفل چیلی.

## ریشه‌شناسی و منشأ
اگرچه چین در زبان تایلندی به معنی «چینی» است، این نوع رشته فرنگی کشیده (نودل) از قوم مون منشأ گرفته‌است. واژه کانوم چین احتمالاً از کلمات هانوم سین (ခၞံစိန်) (ترجمه تحت‌اللفظی: رشته آب‌پز) در زبان مون گرفته شده‌است.

## خوردن کانوم چین
زمانی که کانوم چین سرو می‌شود، آبگوشت به آن اضافه می‌شود. هر منطقه‌ای آبگوشت متفاوتی دارد، مانند آب نارگیل، ماهی، سس کاری، سس چیلی و کاری با شیر نارگیل مانند کاری سبز، سس تند گوشت خوک و سوپ ترش اندام ماهی. علاوه بر این، برای کودکان، یک آبگوشت شیرین بدون ادویه همراه با آجیل نیز وجود دارد.
کانوم چین با سبزیجات تازه و ترشی به عنوان چاشنی خورده می‌شود: در شمال، کلم‌ترش و جوانه خام معمولی هستند؛ در مناطق مرکزی، گل موز، عدس، خیار، جوانه، پاپایای خام، ریحان، علف هفت‌بند، خربزه تلخ و سبزی صبحگاهی (سایر چاشنی‌ها می‌توانند شامل تخم مرغ نیم‌پز و فلفل کبابی باشند)؛ در شمال شرقی، سبزیجات تازه مانند پاپینک سفید، باقالی کوهی و جعفری؛ در جنوب، سبزیجات تازه مانند پارکیا، پاپینک سفید، زیتون و ترشی.
محله‌های معروف برای کانوم چین در بانکوک:
بانگلامپو در پرا ناکنون (با دو رستوران)
ونگ ویان یای در تونبوری.

## انواع
دو نوع نودل کانوم چین وجود دارد:
- نودل کانوم چین که با آرد تخمیر شده درست می‌شود، معمولاً در شمال شرق تهیه می‌شود. این نودل قهوه‌ای رنگ چسبنده‌تر از نودل آرد تازه است و می‌تواند برای مدت طولانی‌تری نگهداری شود. این روش سنتی تهیه کانوم چین است.
- نودل کانوم چین که با آرد تازه درست می‌شود. این نودل‌ها از نودل آرد تخمیر شده بزرگتر و نرم‌تر هستند. نودل کانوم چین آرد تازه سفید رنگ و تهیه آن آسان است.

نودل کانوم چین به عنوان غذای اصلی در انواع مختلفی از غذاهای تایلندی استفاده می‌شود. برخی از غذاهای محبوب عبارتند از:
- کانوم چین نام یا: با سس تند و تیز بر پایه ماهی سرو می‌شود.
- کانوم چین نام فریک: با سس شیرین بر پایه بادام زمینی سرو می‌شود.
- کانوم چین کائنگ کیائو وان کای: با کاری مرغ سبزرنگ سرو می‌شود.
- کانوم چین نام نگیائو: یک غذای مخصوص شمال تایلند که سس آن حاوی خون خوک است.
- کانوم چین سائو نام: یک سالاد با شیر نارگیل، میگو خشک آسیاب شده و آناناس تازه.
- کانوم چین تای پلا: یک سوپ تند جنوب تایلند.
- کانوم چین میانگ پلا: نودل با ماهی سرخ شده و سس تند چیلی پیچیده شده در یک برگ سالاد بزرگ.

ترکیب محبوب دیگر این است که سالاد پاپایای سبز تایلندی را همراه با این نودل سرو کنید.

### کانوم چین نام یا

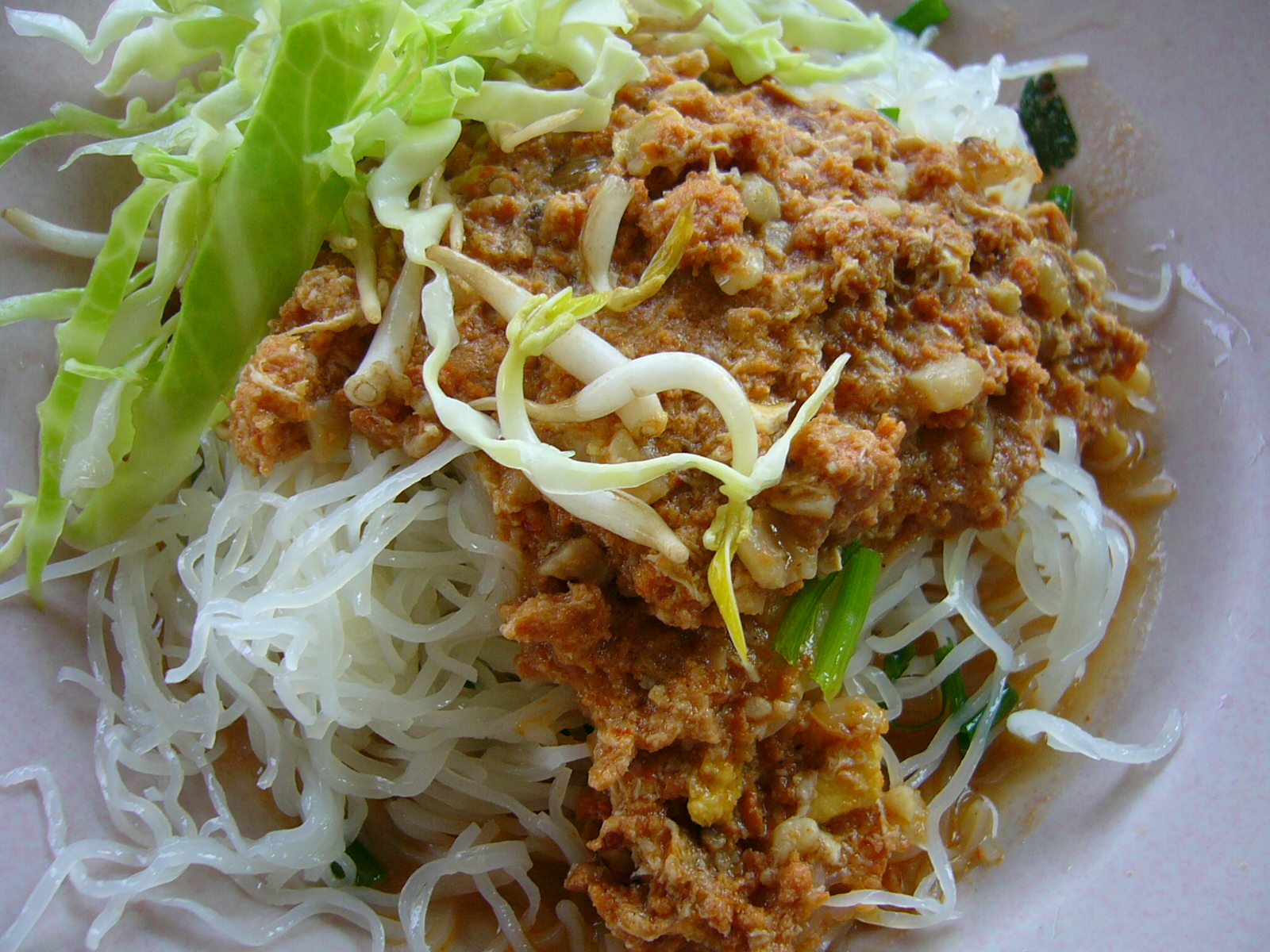
کانوم چین نام یا

کانوم چین نام یا (ترجمه تحت‌اللفظی: رشته با کاری ماهی) مانند بسیاری از غذاهای دیگر در غذاهای تایلندی، مانند تام یام کونگ، سالاد پاپایای سبز و یام تایلندی تند است. نام یا (به انگلیسی: کاری ماهی) از ناحیه مرکزی تایلند سرچشمه می‌گیرد. مواد تشکیل دهنده کانوم چین نام یا شامل کانوم چین، ماهی آب‌پز، توپ ماهی، فلفل دراز خشک)، نمک، کاه (خرد شده)، لیموترش (خرد شده)، سیر (خرد شده)، زردچوبه (خرد شده)، ریشه انگشت‌پیچ، خمیر میگو، پیاز کوچک، شیر نارگیل رقیق نشده، شیر نارگیل رقیق شده، سس ماهی، شکر، نودل، تخم مرغ آب‌پز و سبزیجات تازه است.
ابتدا فلفل دراز خشک، نمک، کاه، لیموترش، شالوت، سیر، ریشه انگشت‌پیچ و زردچوبه را تا شکستن می‌کوبند، سپس ماهی آب‌پز و خمیر میگو اضافه می‌شود و کوبیدن ادامه می‌یابد. دوم، شیر نارگیل با حرارت متوسط جوشانده می‌شود، سپس ادویه‌های مرحله اول اضافه می‌شود، سپس با جوش آمدن شیر نارگیل، توپ ماهی اضافه شده و مزه دار می‌شود. در آخر، کانوم چین به ظرف اضافه می‌شود و کاری ماهی روی ظرف ریخته می‌شود، با تخم مرغ آب‌پز و سبزیجات تازه آماده خوردن است.

### کانوم چین نام نگیائو

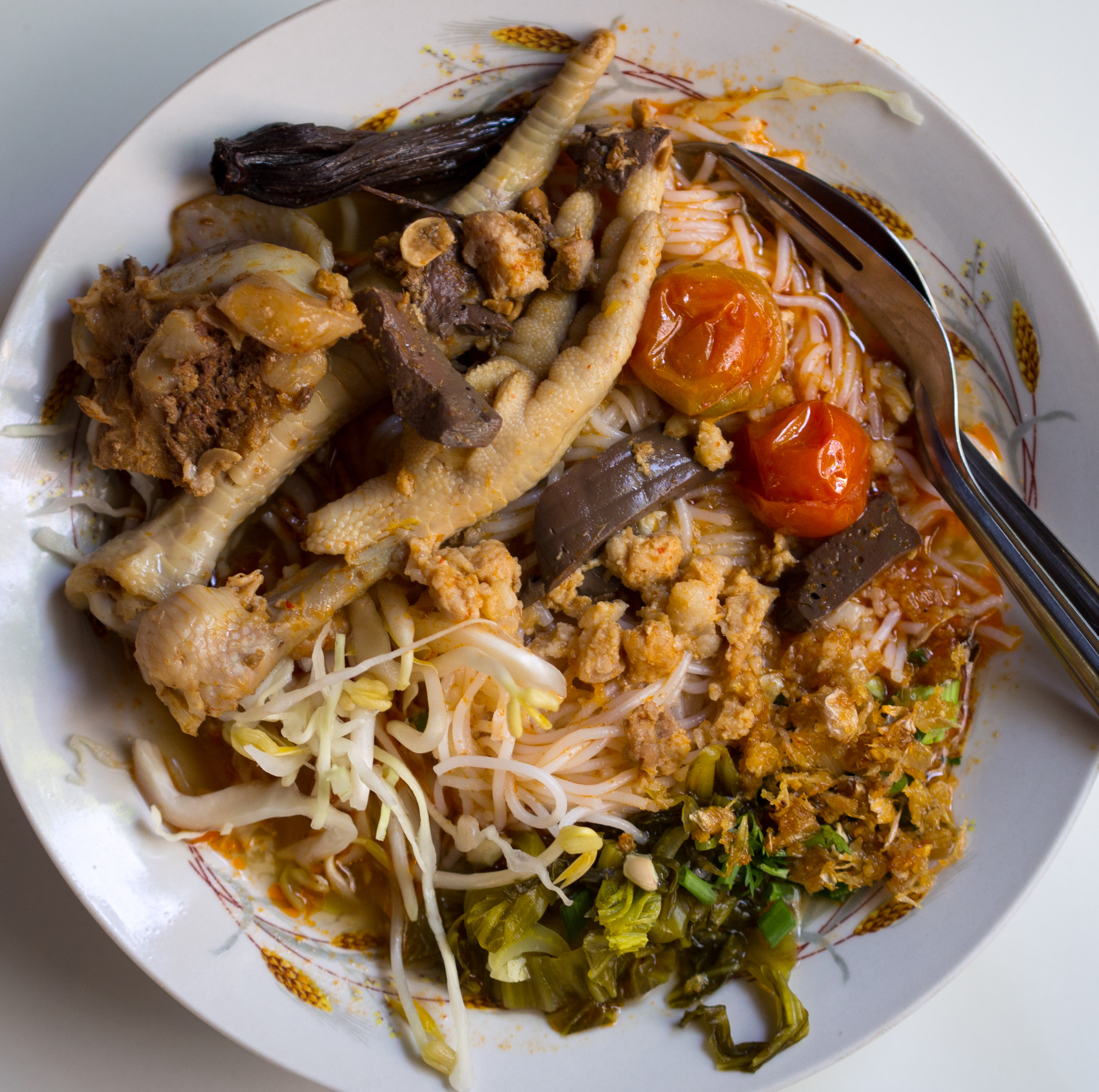
کانوم چین نام نگیائو

کانوم چین نام نگیائو یک سوپ یا خورش کاری نودل از آشپزی مردم شان (تای یای) است که در شمال شرق میانمار، جنوب غربی استان یون‌نان چین و در ناحیه تایلند شمالی، عمدتاً در استان مای هونگ سون زندگی می‌کنند. این غذا از طریق آشپزی تایلندی شمالی مشهور شده‌است. نام نگ ئو طعم تند و تیز و ترش مشخصی دارد.

### کانوم چین کای کوآ
کانوم چین کای کوآ (ترجمه تحت‌اللفظی: رشته با مرغ سرخ شده) شبیه به کانوم چین نام یا است. با این حال، تفاوت در مواد تشکیل دهنده آن است: مرغ چرخ کرده با روغن چیلی سرخ شده، خونی که به صورت پودینگ خونی درآمده، پیاز خرد شده و گشنیز. این غذا یک غذای نادر محسوب می‌شود، فقط در دو مکان تهیه و فروخته می‌شود: کودی چین، که یک جامعه کوچک از تایلندی-پرتغالی‌ها بود که در ساحل رود چائو پرایا نزدیک کلیسای سانتا کروز در محله تونبوری واقع شده بود، و بان یوان نزدیک «کلیسای باروری پاک» در محله سامسن، که جامعه ای از تایلندی-ویتنامی‌های کاتولیک رومی بود.
فرض بر این است که این غذا از اسپاگتی سس سفید آشپزی پرتغالی سرچشمه گرفته‌است. همچنین به آن کانوم چین پرتغال نیز می‌گویند با این حال، برخی نیز معتقدند که این غذا از آشپزی کامبوجی سرچشمه گرفته‌است.

### کانوم چین پرادوک
کانوم چین پرادوک یا کانوم چین بان پرادوک در استان ناکون راتچاسیما یا کرات مشهور و محبوب است. این غذا با کاری خوشمزه سرو می‌شود که حاصل یک فرایند پخت دقیق است. بان پرادوک یک موبان (روستا در زبان تایلندی) در ناحیه فرعی موئن وای، ناحیه موئانگ ناکون راتچاسیما، استان ناکون راتچاسیما است. این روستا سابقه طولانی در تولید نودل برنج آب‌پز دارد. در حال حاضر، آنها در رستوران‌های دو طرف جاده در منطقه بان کوک فای موجود هستند. این نودل‌ها با غذاهای دیگر مانند فت می کرات، سالاد پاپایای سبز، کای یانگ و دسر نیز سرو می‌شوند.

### کانوم چین لوم ساک
کانوم چین لوم ساک نودل‌های معروف ناحیه لوم ساک، استان پتچابون، شمال تایلند هستند. مردم محلی اینجا به دلیل اینکه اجدادشان از نژاد لائو هستند، خوردن نودل را بسیار دوست دارند. گفته می‌شود که آنها سه وعده غذای اصلی در روز می‌خورند. رستوران‌های زیادی در دو طرف جاده وجود دارد. نودل برنج اینجا رنگی است، از گیاهان مختلف تهیه می‌شود و مانند نودل‌های دیگر منحصر به فرد است.

## غذاهای مشابه
نودل‌های مشابه در غذاهای دیگر نیز یافت می‌شوند: مون دی از آشپزی برمه ای؛ میکسیان از استان یون‌نان، چین؛ نوم بانچوک از آشپزی کامبوجی؛ و بون از آشپزی ویتنامی. همچنین شباهت‌هایی به ایدیاپ‌پام دارد، یک غذای نودل برنج که در ایالت‌های جنوبی هند تامیل نادو و کرالا و همچنین در سریلانکا، مالزی، سنگاپور و اندونزی خورده می‌شود.